# Scott's Hut
Scott's Hut (littéralement « la cabane de Scott ») est un petit édifice situé sur la côte nord du cap Evans sur l'île de Ross, en Antarctique.
Il a été construit en 1911 par les membres de l'expédition Terra Nova de Robert Falcon Scott, en honneur duquel il est nommé. Bien qu'abandonnée en 1913, la cabane et tout ce qu'elle contient sont assez bien préservés aujourd'hui grâce à la température ambiante très froide et constante et des efforts de protection du fait de son importance historique dans la course au pôle Sud.

## Les précédentes «cabanes»
En choisissant une base d'opérations pour l'expédition Terra Nova (1910-1913), Scott rejette l'idée de réoccuper la cabane qu'il avait fait construire sur l'île de Ross pendant l'expédition Discovery de 1901-1904. Cette première cabane, appelée « Discovery Hut », est située à Hut Point, à 20 km au sud du cap Evans. Le navire de Scott, le Discovery, ayant été coincé à Hut Point par la glace, Scott espérait éviter ce problème en établissant sa nouvelle hutte un peu plus au sud. La « Discovery Hut » ne fut jamais complètement occupée pendant l'expédition Discovery, la plupart des membres de l'expédition choisissant de vivre à bord du navire. Dix ans plus tard, quand les membres de l'expédition Terra Nova se dirigeaient au sud depuis la « Scott's Hut » au cap Evans, ils trouvèrent la « Discovery Hut » en parfait état (quoique remplie de neige et de glace), avec les vivres laissés en 1903. La « Discovery Hut » est nettoyée et utilisée en 1911 et 1912 en tant que point de rendez-vous pour les membres de l'expédition allant au pôle Sud.

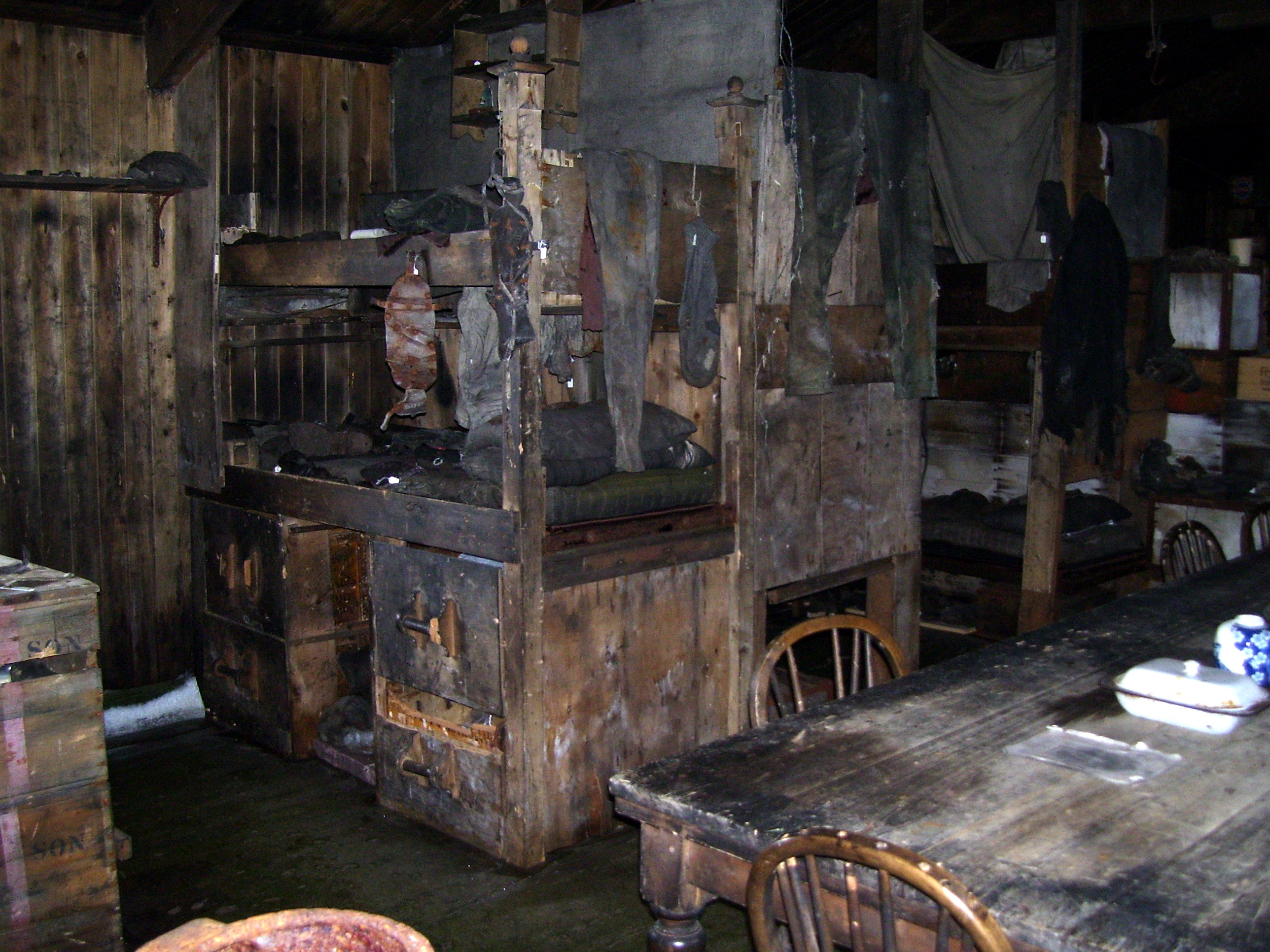
Intérieur de la Scott's Hut en 2007.

Une autre cabane, construite par Ernest Shackleton pendant l'expédition Nimrod (1907-1909), est située à 10 km au nord du cap Evans, au cap Royds. Scott aurait pu l'utiliser (surtout qu'elle n'était pas soumise au problème de la glace de mer contrairement à Hut Point), mais il était parvenu à un accord avec Shackleton pour que l'un n'utilise pas les bases de l'autre. La seule visite à cette cabane pendant l'expédition Terra Nova fut faite par un ancien membre de l'expédition de Shackleton. La cabane fut retrouvée intacte, le pain encore sur la table là où on l'avait laissé. Raymond Priestley, ancien membre de l'expédition, trouva « très étrange » le retour à la cabane après deux ans d'absence. Il y a pris une boîte de beurre, quelques boîtes de confiture, un pudding de Noël et des biscuits en pain d'épice, tous selon lui parfaitement frais.

## Construction
Les deux cabanes, « Discovery Hut » et « Scott's Hut », furent préfabriquées (en Australie et en Angleterre, respectivement) et furent transportées en Antarctique dans les navires des expéditions respectives.
La « Discovery Hut » est essentiellement un grand carré avec des vérandas sur trois côtés. Le toit pyramidal est soutenu par un pilier central. L'isolation est faite de feutre mis entre les murs internes et externes, tous deux en bois. Cette méthode était insuffisante et la hutte, difficile à chauffer. Les membres de l'expédition Discovery préfèrent alors vivre sur le navire, coincé dans la glace sur la côte. Le lard de phoque utilisé pour chauffer la hutte lors des expéditions suivantes explique le dépôt sur les murs.
La « Scott's Hut », quant à elle, est un édifice rectangulaire (15,24 m de long pour 7,62 m de large). L'isolation est faite d'algues cousues en patchwork et placées entre les murs internes et externes en bois. Apsley Cherry-Garrard raconte que la hutte est séparée en « chambres » pour dormir et pour travailler par une cloison faite de caisses de vivres. Une écurie (mesurant 15,24 m par 4,87 m) pour les dix-neuf poneys sibériens fut construite contre le côté nord de la cabane. Un petit dépôt d'environ 12,19 m par 3,65 m est ajouté plus tard, autour de la petite véranda au sud-ouest de la cabane. De gros efforts sont faits pour isoler le bâtiment et pour profiter au maximum de la chaleur émise par le feu et le réchaud, en se basant sur les expériences des membres de l'expédition Discovery. Les membres de l'expédition Terra Nova diront plus tard que la hutte restait inconfortablement chaude. Pendant l'hiver 1911, vingt-cinq hommes y vécurent.
Les membres de l'expédition Terra Nova installèrent une ligne téléphonique entre les huttes Scott et Discovery.

## Préservation et déclin

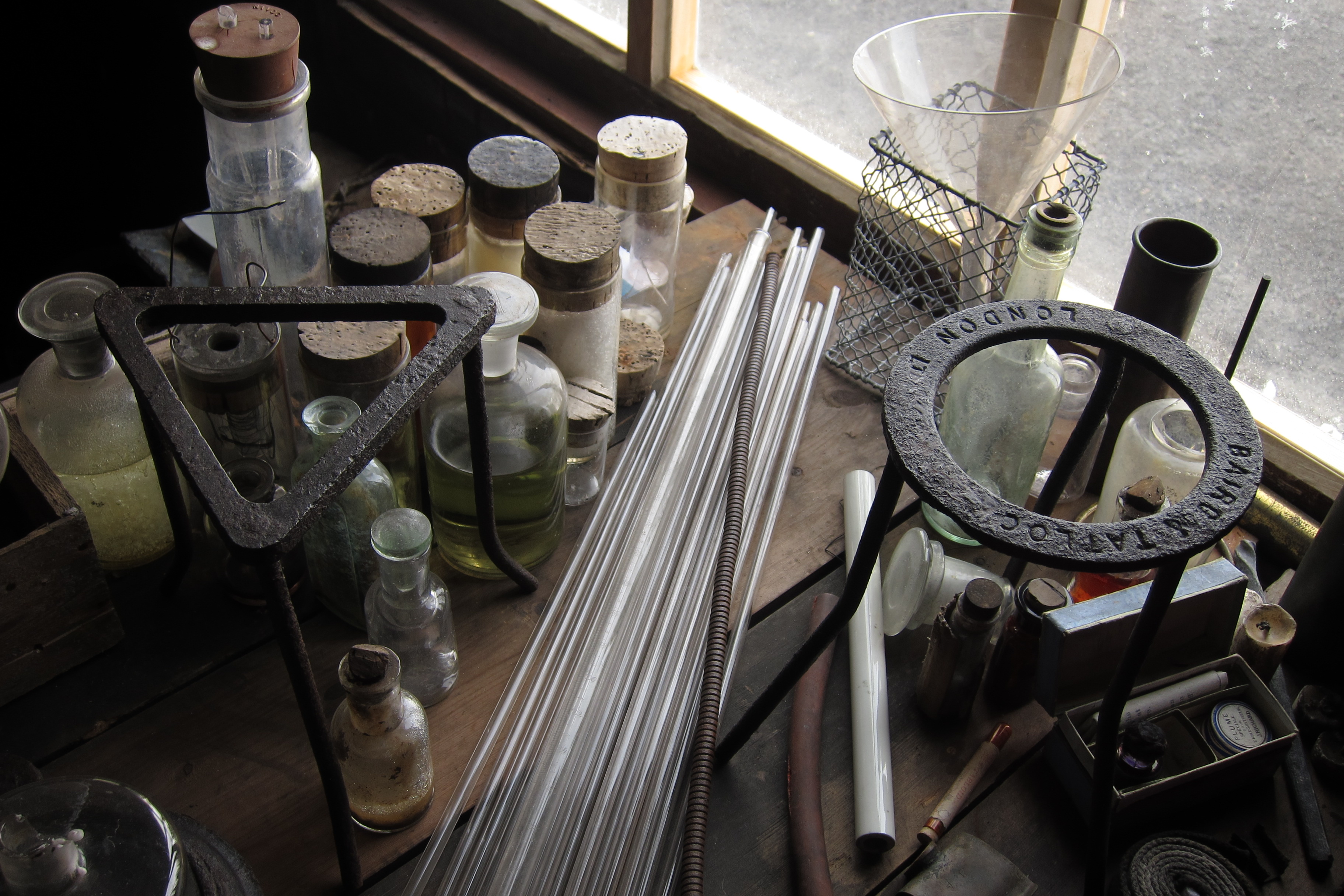
Instruments scientifiques au Scott's Hut, en 2013.

« Discovery Hut », construite en 1901, fut réutilisée par les hommes de l'expédition Nimrod de Shackleton en 1908, par l'expédition Terra Nova de 1910-1914 de Scott, et encore par Shackleton en 1917. Ensuite, elle fut abandonnée jusqu'en 1956, quand des membres de l'opération Deep Freeze creusèrent pour la sortir de la neige et la glace. On la retrouva remarquablement bien préservée et contenant beaucoup d'objets des expéditions précédentes. Certains furent pris en tant que souvenirs, mais dans l'ensemble la hutte resta largement intacte. Elle est classée comme monument historique de l'Antarctique.
La Nouvelle-Zélande et le Royaume-Uni ont pris la responsabilité de la cabane à plusieurs reprises depuis les années 1970 pour la sortir de la neige et la glace ; ce fut aussi le cas pour la « Scott's Hut ».
La préservation est due aux températures très froides (en dessous de 0 °C) et le climat sec, mais on trouve encore de la détérioration due aux bactéries. Les visiteurs décrivent l'odeur de la viande de phoque laissée dans la hutte comme étant « très rance », et il y a des soupçons de décomposition due aux champignons. Les deux cabanes sont sur la liste du fonds mondial pour les monuments des sites les plus menacés.

## Visites
Les visiteurs en Antarctique, arrivant soit à la base McMurdo ou la base Scott (américaine et néo-zélandaise, respectivement), visitent le plus souvent « Discovery Hut » en premier, celle-ci étant à seulement 300 m de la base McMurdo.